# Лясковичский сельсовет (Петриковский район, Гомельская область)
Лясковичский сельсовет — административная единица на территории Петриковского района Гомельской области Республики Беларусь. Административный центр — агрогородок Лясковичи.

## Состав
Лясковичский сельсовет включает 9 населённых пунктов:
- Боклань — деревня
- Бринёв — деревня
- Глинка — деревня
- Дорошевичи — деревня
- Лясковичи — агрогородок
- Молот — деревня
- Пилипоны — деревня
- Полежач-Гора — деревня
- Серп — деревня

## Культура
- Музей природы национального парка «Припятский».в агрогородке Лясковичи
- Музей хлеба в агрогородке Лясковичи
- Международный фестиваль этнокультурных традиций «Зов Полесья» в агрогородке Лясковичи